# Jervis McEntee
 (janvier 2022).
Si vous disposez d'ouvrages ou d'articles de référence ou si vous connaissez des sites web de qualité traitant du thème abordé ici, merci de compléter l'article en donnant les références utiles à sa vérifiabilité et en les liant à la section « Notes et références ».
Jervis Mc Entee, né le 14 juillet 1828 à Rondout (en), dans l'État de New York, et mort le 27 janvier 1891, est un peintre américain de l'Hudson River School.

## Biographie
Après des études dans une institution modeste de Clinton, dans l'État de New York, il expose pour une première fois à l'académie américaine de design à New York. Les années suivantes, il parachève sa formation auprès de Frederic Edwin Church. Contre toute attente, il embrasse ensuite une carrière d'homme d'affaires, mais après trois années de déconvenues, il revient à l'art. Il devient un ami de plusieurs peintres de l'Hudson River School, notamment Sanford Robinson Gifford et Worthington Whittredge.
Jervis McEntee ne fait pas partie des peintres américains les plus réputés du XIXe siècle. En dehors de la peinture, il tenait toutefois un journal, qu'il écrivit des années 1870 à sa mort, où il offre des portraits précis des artistes de la Hudson River School et un regard global sur l'art aux États-Unis dans la seconde moitié du XIXe siècle.

## Galerie

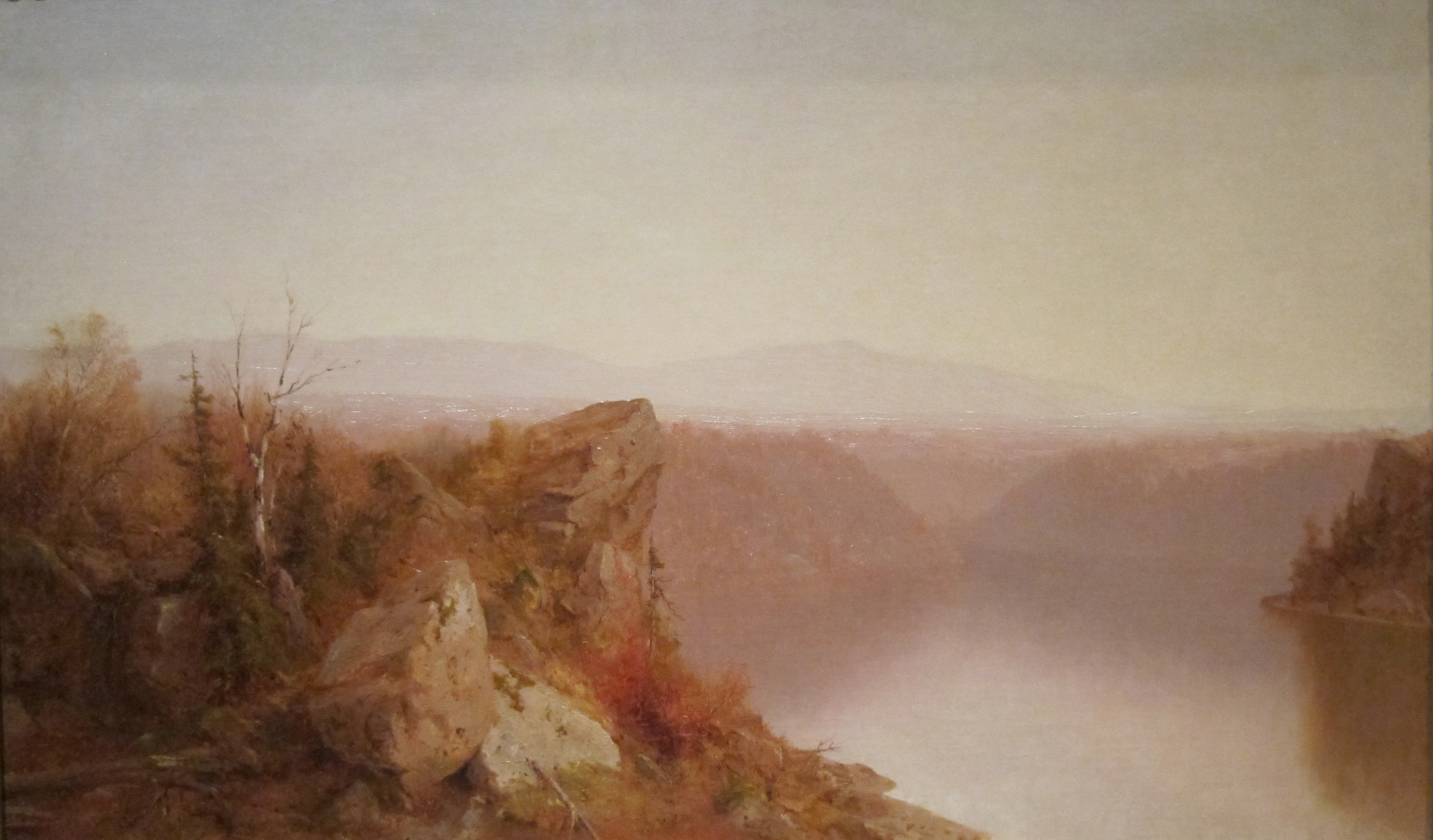
Paysage, 1860-1870, Musée d'art de Cincinnati, Cincinnati
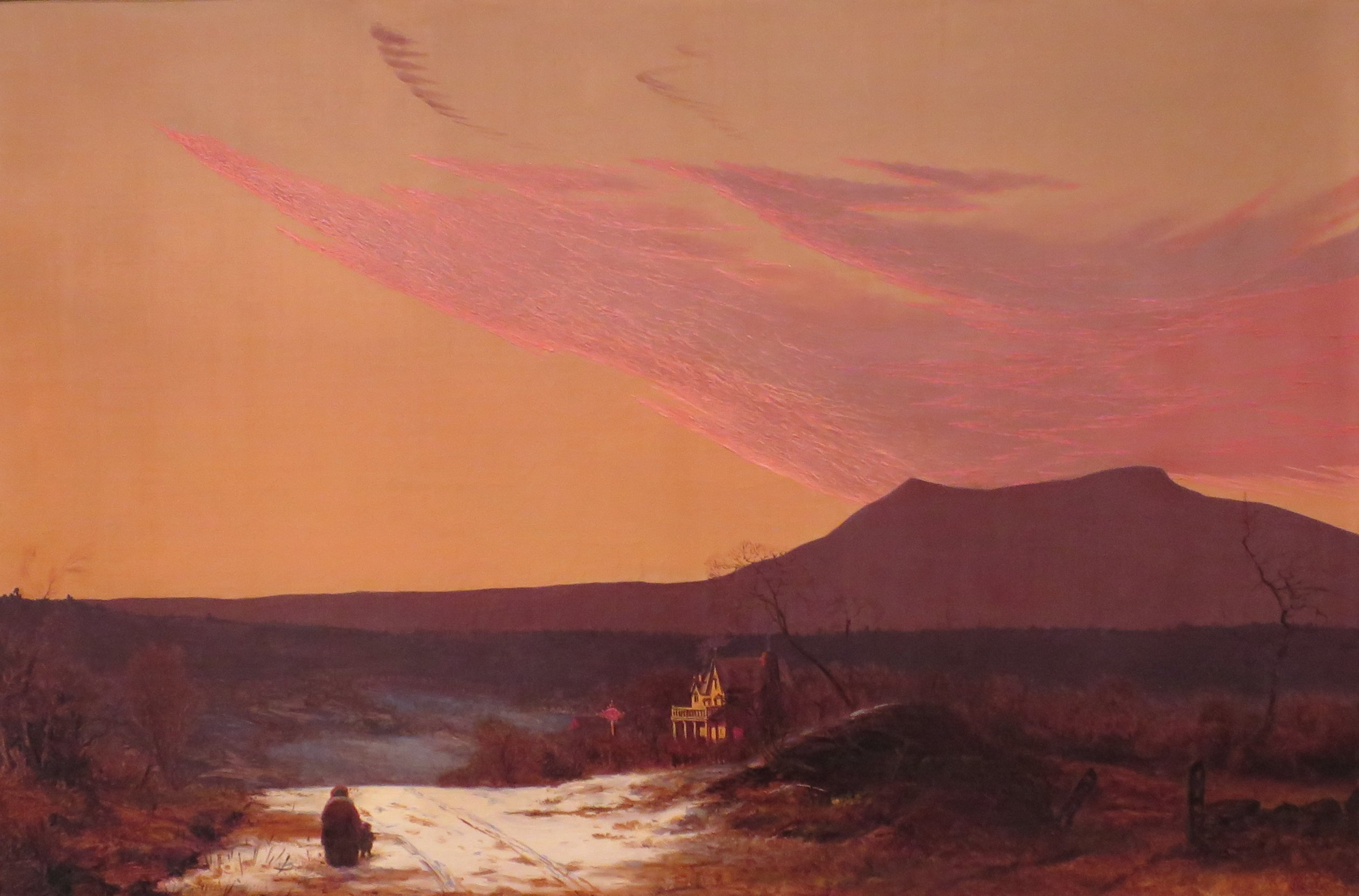
La Vallée du fleuve Hudson, v. 1874, High Museum of Art, Atlanta
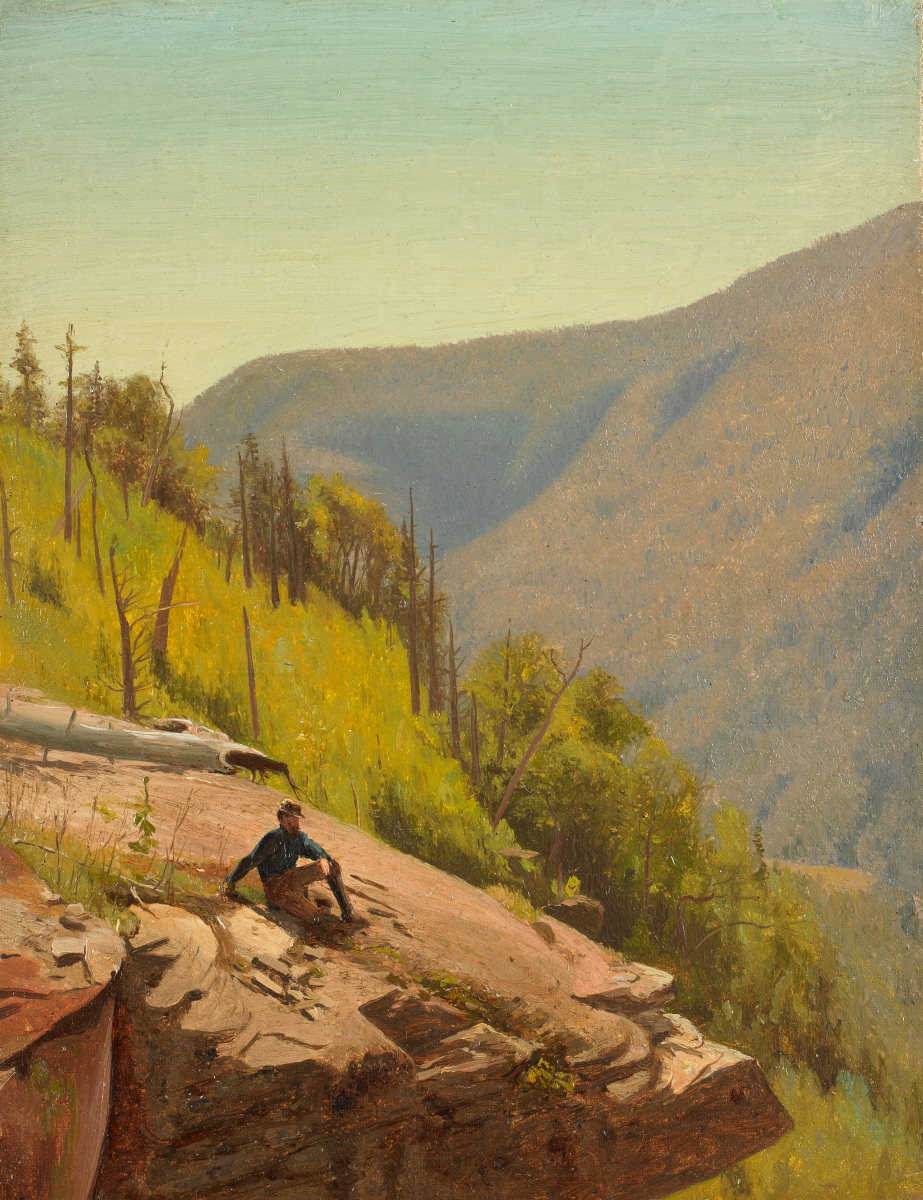
Summer Hills, 1867, Birmingham Museum of Art, Birmingham